# Boy Girl etc.
 (février 2024).
Boy Girl etc., parfois stylisé Boy, Girl, etc., titre francophone et abréviation du titre original Boy Girl Dog Cat Mouse Cheese, est une série télévisée d'animation américano-franco-irlandaise, créée par Jeff Harter et Cloudco Entertainment, et réalisée par Jérémy Guiter et Matthieu Giner. La série est coproduite par Cloudco Entertainment, Watch Next Media, et Kavaleer Productions, et produite avec la participation de Gulli, Canal J, la BBC, RTÉ et De Agostini Editore S.p.A.. La série a été à l'origine diffusée au Royaume-Uni sur CBBC le 31 octobre 2019.
En France, elle est diffusée depuis le 23 mai 2020 sur Gulli et le 1er janvier 2021 sur Canal J et ensuite rediffusée sur Disney Channel. En juin 2019, la série a été renouvelée pour une deuxième saison dont la production a débuté en 2020. Le 28 juillet 2022, la série a été renouvelée pour une troisième saison et diffusée sur Gulli à partir du 13 mars 2024.

## Synopsis
Un garçon, une fille, un chien, une chatte, une souris et un fromage vivant, tous respectivement nommés d'après ce qu'ils sont (en anglais), vivent ensemble comme une famille dysfonctionnelle. Malgré leurs mésaventures permanentes, les six personnages finissent toujours par se réconcilier et resserrer les liens qui les unissent.

## Production
La série est coproduite par Cloudco Entertainment, Watch Next Media, et Kavaleer Productions, et produite avec la participation de Gulli, Canal J, la BBC, RTÉ et De Agostini Editore S.p.A.. Dans les pays francophones européens, la série est distribuée par Kids First Distribution. La série cible une jeune audience âgée entre 6 et 12 ans. Sophie Yates, exécutive de Bulldog Licensing, explique que « Boy Girl Dog Cat Mouse Cheese rassemble les enfants et les préadolescents d'aujourd'hui, et aborde le sujet des familles recomposées avec humour et plaisir. » La première saison a été produite entre le 26 septembre 2018 et s’est terminée le 8 février 2020
En juin 2019, la série a été renouvelée pour une deuxième saison. La production de cette saison 2 commence en juillet 2020. Le 28 juillet 2022, il a été confirmé que la série a été renouvelée pour une troisième saison, la production ayant également reçu le feu vert[réf. nécessaire].

## Personnages
- Boy est un garçon anxieux mais souvent assez optimiste. Ses frères et sœurs le trouvent très ennuyeux et vieux-jeu. Il a une passion folle pour les figurines[13]. Il est l'aîné de la fratrie.
- Girl, une fille turbulente, rebelle et casse-cou. Elle est très provocatrice, farceuse et addicte au téléphone portable[13].
- Dog, un terrier mâle anthropomorphe très turbulent et sportif. Il a aussi un fort caractère de chien qui le tourne souvent au ridicule mais reste solidaire avec sa fratrie[13]. Il est le meilleur ami de Boy.
- Cat est une chatte qui se comporte bizarrement. Elle ne parle pas, contrairement aux autres animaux de la famille, mais miaule comme un chat ordinaire. Elle a une fâcheuse tendance à loucher (strabisme divergent), cracher des boules de poils et rester assise, mais quand l'occasion se présente, elle peut devenir très agitée pendant un certain temps. Au lieu de marcher, parfois, elle fait des roulades[13].
- Mouse, une souris mâle anthropomorphe en peluche, est un personnage intelligent et rationnel. Il est le plus mature du groupe. C'est un savant fou qui crée des inventions pour gérer les situations même s'il arrive parfois que ces dernières soient elles-mêmes sources de problèmes[13].
- Cheese, un fromage anthropomorphe de sexe féminin. Elle se prend pour une diva, est très dramatique, narcissique et égoïste. Elle aime la musique, la danse et le chant[13]. Elle est incapable de garder un secret.

## Épisodes
Boy Girl etc. a été diffusée en avant-première le 31 octobre 2019 sur CBBC au Royaume-Uni, et les épisodes quotidiens ont suivi le 19 novembre 2019. La série est ensuite diffusée au Canada le 6 janvier 2020 sur Family Channel. Le 15 juin 2020, la série a eu le droit à une rediffusion sur CBBC.
En Europe, la série est diffusée en France depuis le 23 mai 2020 sur la chaîne Gulli,, puis le 1er janvier 2021 sur Canal J. Au 12 juin 2021 en Finlande, Yle TV2 commence à diffuser la série pendant son bloc télévisé Galaxi. Au 9 juillet 2021, la série est diffusée sur SIC K où elle est doublée en portugais. Au 23 août 2021, Disney Channel Europe diffuse la série dans toute l'Europe et dans certaines régions d'Asie. Elle est sous-titrée en tchèque, hongrois, roumain, polonais et bulgare.
La série est diffusée en Afrique sur Cartoon Network depuis le 15 février 2021.

## Distribution
Sauf indication contraire, les informations mentionnées dans cette section peuvent être confirmées par la base de données cinématographiques Allociné,  présente dans la section « Liens externes ».

### Voix originales
- Justin Michael : Boy
- Alyson Leigh Rosenfeld : Girl
- Justin Anselmi : Dog
- Erica Schroeder (en) : Cat & Cheese
- Abe Goldfarb : Mouse

### Voix françaises
- Alexandre Nguyen : Boy
- Adeline Chetail : Girl
- Jérémie Bedrune : Dog
- Magali Rosenzweig : Cat
- Jérémy Prévost : Mouse
- Marie Nonnenmacher : Cheese

## Récompenses
En mai 2021, la série remporte le prix de la série d'animation aux Irish Animation Awards.